# Ceratozamia osbornei
Ceratozamia osbornei — вид саговникоподібних з родини замієвих (Zamiaceae). Місцем проживання цього виду є Беліз.